# Lista de episódios de Kill la Kill
Kill la Kill é um anime criado e produzido pelo estúdio Trigger em 2013. A série, dirigida por Hiroyuki Imaishi e escrita por Kazuki Nakashima, segue Ryuko Matoi, uma garota que procura o dono da espada-tesoura que matou seu pai. Sua busca a leva á Academia Honnouji, onde o conselho estudantil, liderado por Satsuki Kiryuin, usa uniformes poderosos uniformes conhecidos como Uniformes Goku para impor medo e ordem á escola e á cidade. Juntando-se com um uniforme chamado Senketsu, Ryuko luta contra Satsuki e o conselho estudantil para obter as respostas que procura.
Kill la Kill foi transmitido no canal MBS entre 3 de outubro de 2013 e 27 de março de 2014. A série foi lançada em 9 discos blu-ray e DVD entre 8 de janeiro de 2014 e 3 de setembro de 2014, com um episódio OVA no último volume.
A série possuiu dois temas de abertura e dois temas de encerramento. Para os primeiros quinze episódios o tema de abertura é "Sirius" (シリウス, Shiriusu) por Eir Aoi, enquanto o tema de encerramento é "Gomen ne, Iiko ja Irarenai." (ごめんね、いいコじゃいられない。; "Sinto Muito, Eu Estou Preparado Para Ser Uma Boa Criança.") por Miku Sawai. A partir do episódio dezesseis, o tema de abertura é  "Ambiguous" por Garnidelia, enquanto o tema de encerramento é "Shin Sekai Kōkyōgaku" (新世界交響楽, "Sinfonia do Novo Mundo") por Sayonara Ponytail
O título de cada episódio é nomeado após uma música de J-POP clássica ser selecionado a partir da coleção de Kazuki Nakashima no iTunes, uma ideia que veio quando ele escrevia o roteiro.

## Lista de episódios
| # | Título                                                       | Estreia                |
| --- | ------------------------------------------------------------ | ---------------------- |
| 1 | "あざみのごとく棘あれば" "Se Eu Apenas Tivesse Espinhos..."  | 03 de outubro de 2013  |
| Ryuko Matoi se transfere para a Academia Honnouji, uma escola de ensino médio dominada pelo assustador conselho estudantil, usuários dos poderosos Uniformes Goku, que dá habilidades sobre-humanas á quem o vestir. Procurando pistas sobre o assassinato de seu pai, Ryuko confronta a presidente do conselho estudantil, Satsuki Kiryuin, dizendo que ela está procurando o dono da outra metade de uma lâmina de tesoura gigante que ela empunha. Ela é facilmente espancada pelo capitão do clube de box da escola, Takaharu Fukuroda, que usa o poder de um Uniforme Goku de duas estrelas. Fugindo para as ruínas de sua casa, Ryuko cai em um buraco armadilha de seu professor Aikuro Mikisugi. Ela cai no porão e descobre um uniforme vivo que a veste á força. No dia seguinte, Takaharu prepara a sentença da colega de sala de Ryuko, Mako Mankanshoku para pena de morte . Ryuko chega, a salva e enfrenta Takaharu novamente, desta vez, usando os poderes de seu nova vestimenta, ela destrói o uniforme dele e o derrota. Depois, Ryuko questiona Satsuki novamente sobre o dono da outra lâmina de tesoura, que é, aparentemente, o assassino de seu pai. |                                                              |                        |
| 2 | "気絶するほど悩ましい" "Tão Sexy Que Poderia Desmaiar"       | 10 de outubro de 2013  |
| Ryuko está cansada depois de sua batalha, foge e acaba ficando sob os cuidados da família de Mako. Naquela noite, Ryuko lembra como encontrou o uniforme, que ela decide chamar de Senketsu, que foi criado por seu pai, Isshin Matoi. No dia seguinte, Ryuko enfrenta a capitã do clube de tênis, Omiko Hakodate. Senketsu não ativa e ela é espancada por bolas de tênis. Ela é encontrada por Aikuro, que explica que Senketsu é uma Kamui que exige o sangue dela para operar, fornecendo-lhe uma luva para ajudá-la com esse problema. Ele se oferece para fornecer mais informações sobre Senketsu em troca da derrota de Omiko. Ryuko vai enfrentar Omiko e, depois de uma interferência de Mako, acaba havendo uma partida de tênis entre as duas. Ryuko tem um começo difícil, mas finalmente consegue usar sua lâmina tesoura e destrói o Uniforme Goku de Omiko, vencendo a partida por uma questão técnica. Depois, Satsuki aparece antes de Ryuko desafiá-la para uma luta, mas devido à grande perda de sangue, ela foge. |                                                              |                        |
| 3 | "純潔" "Junketsu"                                            | 17 de outubro de 2013  |
| Aikuro conta á Ryuko sobre as fibras que dão vida aos Uniformes Goku e suas propriedades únicas, também conta sobre os Uniformes Kamui, que são feitos completamente de Fibras da Vida. Ele revela que Isshin confiou-lhe a missão de entregar Senketsu á Ryuko. Enquanto isso, Satsuki está frustrada, pois Ryuko usou um Uniforme Kamui antes dela e veste Junketsu, um Kamui selado pela Família Kiryuin. No dia seguinte Satsuki confronta Ryuko usando o Junketsu sobrecarregando seu poder e não mostrando nenhuma vergonha com sua aparência. Depois de ouvir o conselho de Mako de que ela deveria ficar nua, Ryuko compreende a verdadeira natureza de um Kamui e desencadeia todo o seu poder, permitindo-lhe lutar de igual para igual com Satsuki. Depois, Ryuko promete esmagar as ambições de Satsuki a fim de obter as respostas que procura. |                                                              |                        |
| 4 | "とても不幸な朝が来た" "O Amanhecer de Uma Manhã Miserável"  | 24 de outubro de 2013  |
| Enquanto Senketsu é lavado, Ryuko se depara com o "Dia Sem Atrasos", um evento escolar onde os alunos devem evitar a expulsão, percorrendo caminhos cheios de armadilhas para chegar á escola antes das 08:30hs. Ela e Mako enfrentam as dificuldades do perigoso caminho com sua colega ferida Maiko Ogure, enquanto a família de Mako tenta entregar Senketsu á Ryuko. Após sequestrarem um ônibus escolar, as garotas conseguem chegar ao local com 15 minutos de sobra. No entanto, Maiko revela ser um membro da comissão disciplinar, acaba roubando Senketsu e o veste numa tentativa de derrubar Satsuki do poder. Senketsu a imobiliza e permite que Ryuko o recupere. Com apenas cinco minutos restantes, Maiko aciona mais uma armadilha para enviar Ryuko e Mako de volta ao início do caminho. Elas acabam indo parar ao lado do teleférico expresso, enquanto Ira Gamagoori, o presidente da comissão disciplinar e membro da Elite dos Quatro, expulsa Maiko por sua traição. |                                                              |                        |
| 5 | "銃爪（ヒキガネ）" "Gatilho"                                 | 31 de outubro de 2013  |
| Um atirador de elite chamado Tsumugu Kinagase tenta alvejar Ryuko, mas é interrompido pelo clube de jardinagem. Depois de lidar com o clube de biologia, Ryuko é atacada por Tsumugu, que a detém e exige que ela tire seu uniforme, mas recua quando ele é interrompido por Aikuro. Naquela noite, Aikuro pede para Tsumugu deixar Ryuko em paz, mas Tsumugu está preocupado com o Kamui de Ryuko, pois acha que o uniforme poderia ser uma ameaça maior do que os Kiryuins. No dia seguinte, Ryuko confronta Tsumugu, mas sua luta é interrompida pelos clubes de jardinagem, rakugo, e poesia. Senketsu se entrega para proteger Ryuko, mas Mako aparece e o devolve para sua dona. Tsumugu compreende a ligação entre Ryuko e Senketsu e eles são confrontados por um dos membros da Elite dos Quatro, Nonon Jakuzure, mas Tsumugu ajuda Ryuko e Senketsu a fugirem. |                                                              |                        |
| 6 | "気分次第で責めないで" "Não Brinque Comigo Por Um Capricho"  | 07 de novembro de 2013 |
| Depois de descobrir sua ligação com Tsumugu, Ryuko tenta pressionar Aikuro por mais informações, mas ele diz apenas o nome de sua organização, Nudist Beach. Enquanto isso, outro membro da Elite dos Quatro, Uzu Sanageyama, obtém permissão de Satsuki para lutar contra Ryuko. No dia seguinte, Uzu desafia Ryuko, frente-a-frente, usando seu Uniforme Goku de Três Estrelas, Lâmina Regalia. Ele possui vantagem devido a sua visão rápida e consegue prever todos os movimentos de Ryuko, mas Ryuko supera isso usando uma parte de seu uniforme para bloquear a visão de Uzu, a permitindo derrotá-lo e destruir seu uniforme. Recusando-se a desistir, Uzu sofre uma operação drástica para costurar os olhos, e desafia Ryuko novamente, desta vez usando seus outros sentidos para prever os movimentos e dominá-la completamente. No entanto, antes de Uzu poder dar o golpe final, seu Uniforme Goku sobreaquece, dando á Ryuko a oportunidade de escapar. |                                                              |                        |
| 7 | "憎みきれないろくでなし" "Um Perdedor Que Não Consigo Odiar" | 14 de novembro de 2013 |
| Após saber que vários alunos criaram seus próprios clubes para obterem melhores uniformes, e, assim, melhores estilos de vida, Ryuko decide criar seu próprio Clube de Luta, pondo Mako como presidente do clube para esta lidar com toda a papelada e reuniões. Como Ryuko aumenta a reputação do clube ao derrotar outros presidentes de clube, Mako consegue ganhar um Uniforme Goku de Uma Estrela, fazendo a família Mankanshoku mudar-se para um apartamento melhor. A determinação de Mako para preservar a felicidade recém-descoberta de seus parentes manda a família á um estilo de vida extremamente luxuoso. No entanto, Ryuko começa a se sentir solitária, Mako se torna mais séria e responsável para com seus deveres presidenciais e os outros membros da família desfrutam de sua riqueza. Ryuko decide se demitir do Clube de Luta, e Satsuki dá á Mako um Uniforme Goku de Duas Estrelas, mandando-a derrotar Ryuko se ela quer manter sua vida de luxo. Ryuko acaba sendo espancada por Mako. Depois de se perguntar o porquê de Ryuko não revidar os ataques, Mako acaba percebendo seu erro, dissolve o Clube de Luta e voltam a morar na favela. Enquanto isso, Satsuki revela que estava usando Ryuko para exterminar os clubes mais fracos, para assim reestruturar o conselho estudantil e antecipar as eleições da escola. |                                                              |                        |